# RADIO×SPIDER
RADIO×SPIDER（レディオ・スパイダー）は、2009年4月3日から2010年9月24日までJ-WAVEで放送されていたラジオ番組。

## 概要
J-WAVE（放送局）、MySpace（SNS）、MySpace From JP.（雑誌）の三者によるコラボレーション企画番組となっており、毎週1組のアーティストや著名人を“スペシャリスト”としてゲストに招いて対談をする。またMySpace会員を“ゲストフレンド”としてスタジオに招いておりスペシャリストとのトークセッションをしていた。
またMySpaceに登録しているアーティストを対象にした「楽曲オンエア・オーディション」を行ない、
番組発祥のインディーズレーベル「SPIDER RECORDS」から楽曲をリリースするアーティストを選出する企画が開催されていた。

## 放送時間
- 金曜 22:00-23:45

## ナビゲーター
- Sascha